# Kelly Murphy (cyclisme)
Pour les articles homonymes, voir Murphy.
Cet article concerne la coureuse cycliste. Pour la joueuse de volley-ball, voir Kelly Murphy (volley-ball).
Kelly Murphy, née le 3 novembre 1989 à Birmingham, est une coureuse cycliste irlandaise. Elle pratique en compétition le cyclisme sur route et sur piste.

## Biographie
Parallèlement à sa carrière cycliste, Kelly Murphy obtient son doctorat en neurosciences à l'Université de Birmingham.
Elle commence à faire du vélo parce que son trajet de 10 kilomètres pour aller au travail lui prenait une heure et demie en train. Cela lui permet de découvrir sa passion pour le cyclisme. En six mois, elle progresse tellement qu'elle se décide à faire de la compétition. 
Elle dispute sa première saison complète en 2016. En 2017, elle prend la deuxième place du championnats d'Irlande du contre-la-montre. Elle remporte le titre en 2018 et 2019 et participe ses deux années aux championnats du monde  dans cette discipline. Aux championnats d'Europe 2019, elle se classe dixième du contre-la-montre. Ainsi, elle devient la première cycliste irlandaise à se classer parmi les dix premières d'un championnat d'Europe sur route. 
Elle participe également à des compétitions sur piste. En 2018, elle prend la onzième place du championnat d'Europe de poursuite. Aux championnats d'Europe sur piste 2019, elle est quatrième de la poursuite et neuvième de la poursuite par équipes. Lors de la saison 2021, elle décroche la médaille de bronze de la poursuite par équipes des championnats d'Europe. 
En 2024, elle est sélectionnée pour participer aux Jeux olympiques de Paris en cyclisme sur piste.

## Palmarès sur route
- 2017
  - 2e du championnats d'Irlande du contre-la-montre
- 2018
  -  Championne d'Irlande du contre-la-montre
- 2019
  -  Championne d'Irlande du contre-la-montre
  - 10e du championnat d'Europe du contre-la-montre
- 2020
  - 2e du championnat d'Irlande du contre-la-montre
- 2022
  -  Championne d'Irlande du contre-la-montre
- 2025
  -  Championne d'Irlande du contre-la-montre

### Classements mondiaux
| Année                                 | 2017 | 2018 | 2019 | 2020 | 2021 | 2022 | 2023 |
| ------------------------------------- | ---- | ---- | ---- | ---- | ---- | ---- | ---- |
| Classement UCI                        | 605e | 462e | 408e | 349e | nc   | 482e | 748e |
|                                       |      |      |      |      |      |      |      |
| Légende : nc = non classéSource : UCI |      |      |      |      |      |      |      |

## Palmarès sur piste

### Jeux olympiques
- Paris 2024
  - 9e de la poursuite par équipes

### Championnats du monde
| Édition / Épreuve | Poursuite individuelle |
| Glasgow 2023      | 11e                    |

### Coupe des nations
- 2021
  - 1re de la poursuite à Saint-Pétersbourg
  - 1re de la poursuite par équipes à Saint-Pétersbourg (avec Mia Griffin, Lara Gillespie et Alice Sharpe)
- 2024
  - 2e de la poursuite par équipes à Hong Kong

### Championnats d'Europe
| Édition / Épreuve | Poursuite par équipes                | Poursuite individuelle |
| Granges 2021      | Bronze (avec Griffin, Kay et Sharpe) |                        |
| Granges 2023      | 5e                                   | 7e                     |

### Championnats nationaux
- 2020
  -  Championne d'Irlande de poursuite
- 2021
  -  Championne d'Irlande de poursuite